# Émilie Fournel
Émilie Fournel (Montreal, 26 de octubre de 1986) es una deportista canadiense que compitió en piragüismo en la modalidad de aguas tranquilas.
Ganó dos medallas de bronce en el Campeonato Mundial de Piragüismo, en los años 2009 y 2015. En los Juegos Panamericanos consiguió cuatro medallas entre los años 2003 y 2015.

## Palmarés internacional
| Campeonato Mundial   | Campeonato Mundial              | Campeonato Mundial | Campeonato Mundial |
| Año                  | Lugar                           | Medalla            | Competición        |
| -------------------- | ------------------------------- | ------------------ | ------------------ |
| 2009                 | Dartmouth (Canadá)              | Medalla de bronce  | K1 4 × 200 m       |
| 2015                 | Milán (Italia)                  | Medalla de bronce  | K1 5000 m          |
| Juegos Panamericanos |                                 |                    |                    |
| Año                  | Lugar                           | Medalla            | Competición        |
| 2003                 | Santo Domingo (Rep. Dominicana) | Medalla de oro     | K4 500 m           |
| 2003                 | Santo Domingo (Rep. Dominicana) | Medalla de plata   | K2 500 m           |
| 2011                 | Guadalajara (México)            | Medalla de plata   | K1 500 m           |
| 2015                 | Toronto (Canadá)                | Medalla de oro     | K4 500 m           |